# Оли Мажлис (Узбекистан)
Оли Мажлис е най-големият представителен държавен орган в Узбекистан. Той държи законодателната власт в страната.
Оли Межлис е съставен от две камери – Законодателна палата (долна камера) и Сенат (горна камера). Местата и в двете камари са избираеми, като срокът е еднакъв – един мандат е с продължителност 5 години.

## Законодателна палата
Законодателната палата е долната камера в парламента на Узбекистан. В нея има 120 места, разпределени на териториален принцип в многомандатни избирателни райони.

## Сенат
Сенатът е горната камера в парламента на Узбекистан. Местата в него също са разпределени на териториален принцип, а лицата в него се наричат „сенатори“. Членовете на Сената се избират по равен брой от следните райони – 6 от Република Каракалпакстан, района на град Ташкент и самия град. Те се избират чрез тайно гласуване от депутатите в долната камера, които са представители на Каракалпакстан, съвместно с представители на държавната власт от тези райони и градове. 16 сенатори се избират от президента на Република Узбекистан. Те се избират сред най-авторитетните личности в обществото с голям опит и заслуги в областите на изкуството, науката, литературата, бизнеса и други сфери на държавната и обществената дейност.

## Съвместна работа на Законодателната палата и Сената
1. Приемане и спазване на Конституцията на Република Узбекистан, както и въвеждане на изменения в нея
2. Приемане и спазване на законите в Република Узбекистан, както и въвеждане на изменения в тях
3. Взимане на решение за провеждане на референдум в Република Узбекистан и насрочване на дата за провеждането му
4. Определяне на водената вътрешна и външна политика на страната, както и определяне и приемане на държавна стратегия в различните сфери
5. Определянето на структурата и правомощията на органите на законодателната, изпълнителната и съдебната власт в Узбекистан
6. Решения за евентуално приемане на нови държавни територии към Република Узбекистан, както и одобрения на решения за отцепване на територии от страната
7. Нормативно регулиране на митническите, валутните и кредитните системи
8. Одобрение на държавния бюджет на Република Узбекистан, изготвен от Министерския съвет на страната, както и контрол върху изпълнението му
9. Определят данъците, а също и други задължителни плащания
10. Нормативно регулиране на административното деление на републиката, както и промяна на държавните граници на Узбекистан
11. Формиране, премахване и преименуване на области, райони и градове и евентуална промяна на техните граници
12. Регулиране на държавните награди и титли
13. Ратификация на издадените от президента на републиката документи, свързани със създаването и премахването на министерства, държавни комитети и други части на държавната администрация
14. Формиране на Централната избирателна комисия на Република Узбекистан
15. Разглеждане и одобрение на номинирания от президента на републиката кандидат за министър-председател на Узбекистан
16. Избиране на представител на Оли Мажлис по правата на човека както и негов заместник (Омбудсман)
17. Разглеждане и анализ на докладите на Сметната плата на Република Узбекистан
18. Ратификация на декретите на президента на Узбекистан в случай на обявяване на състояние на война – при нападение над страната от външна сила или при нужда за изпълнение на договорите за взаимна защита от агресия
19. Ратификация на декретите на президента на страната в случай на пълна или частична мобилизация; удължаване или прекратяване на извънредните положения в страната
20. Ратификация и денонсиране на международни договори
21. Осъществяване на други правомощия, определени от действащата Конституция

След добиването на своята независимост пред 1991 г., Узбекистан започва нова ера в развитието на своя парламентаризъм. Оли Межлис се превръща в най-важния орган на държавната власт. Историята на парламента в Узбекистан може да се раздели на три периода – от 1991 до 1994 г.; от 1995 до 2004 г. и от 2005 г. От 1991 до 2004 г. парламентът е бил еднокамарен, след това се разделя.

## Първи период: 1991 – 1994 г.
Върховният съвет, формиран в самото начало, приема Конституцията на Република Узбекистан. Тя се превръща в правна основа за основаването на нови видове държавни структури и за изграждането на справедливо, демократично общество със социално насочена пазарна икономика. В този период парламентът приема различни закони и нормативни уредби, чиято цел е да заздравят младата държава. На 23 септември 1994 г. шестнадесетата сесия на Върховния съвет приема резолюция, според която трябва да се организират първите в страната избори за депутати. Датата за тях е 25 декември 1994 г. Изборите се провеждат в три тура – на 25 декември 1994 г., след това на 8 и 22 януари 1995 г. В резултат е съставен парламент с 245 депутати. Мотото на изборите е „Многопартийни избори“.

## Втори период: 1995 – 2004 г.
Вторият период започва през 1995 г. и продължава девет години. Върховният съвет е заменен от Оли Межлис – еднокамарен парламент на Република Узбекистан. В първите четири години, съставът на Оли Межлис е следният: 69 депутати от Националната демократическа партия на Узбекистан; 47 от Социалдемократическата партия „Адолат“; 14 от партията „Ватан таракьоти“ и 7 от партията „Мили тикланиш“. Останалите депутати са номинирани от различните държавни органи на изпълнителната власт.
На следващите избори, за мандата 2000 – 2004 г., съставът е разпределен между органите на изпълнителната власт и 5 различни партии и инициативни комитети. Социалдемократическата партия „Адолат“ има 11 депутати; Демократическата партия „Мили тикланиш“ – 10. „Ватан таракьоти“ има 107 депутати, има и 16 депутати, чиито места са спечели вследствие на номинации от различни инициативни комитети. През втората половина от мандата на този парламент партията „Ватан Таракьори“ се слива с партията „Фидоколрар“.
Заедно с различните парламентарни групи и фракции работят и 13 различни комитета към Оли Межлис. Комитетите се занимават с проблемите около бюджета и финансите; икономиката и предприемачеството; науката, културата и образованието; индустрията, транспорта и комуникациите; проблемите, свързани с околната среда и водите; има комитет за пресата и информацията; социалните проблеми и заетостта; за нормативните и правните уредби; за неправителствените организации; за земеделието и храните; за младежта; за външните отношения; както и за отбраната и защитата на страната. Съществуват и три други, постоянни комисии към парламента – за правилата и етиката на депутатите; за проблемите на семействата и на жените и за правната терминология.
В условията на буквално несъществуваща правна основа за работа новият еднокамарен парламент успява бързо да формира и приеме нужните правни мерки за по-бързо развитие на страната. Изработването на новите закони се превръща в главна задача на избраните депутати. В периода 1995 – 2004 г. Оли Мажлис приема 240 закона, 778 резолюции, а също и 1573 поправки и допълнения в съществуващата правна уредба. Ратифицирани са 130 международни договора. Приети са няколко основополагащи закона, като Закона за Политическите партии, Закона на Неправителствените организации, Закона за Омбудсмана на Узбекистан и други. Важна роля през цялото време изиграва парламентарният контрол, който следи работата на всички комитети и комисии, а също преглежда и дискутира всички нови законови предложения.

## Избиране на депутати за Законодателната палата. Трансформация на парламента
В този период са направени няколко конституционни промени, в които се предвижда парламентът да стане двукамарен. Организирани за избори за Сенатори. Централната избирателна комисия към Оли Межлис тогава разпределя територията на Узбекистан на 120 избирателни района. За да стане това възможно е установен и нов изборен закон. Така на 26 декември 2004 г. се провежда първият кръг от изборите. В резултат се избират 62 депутати. На 9 януари 2005 г. се провежда вторият кръг. Тогава са избрани следващите 58 депутати. Участниците в тези избори, които печелят места в парламента, са отново познатите партии от предишните години, а като нова партия влиза Народната демократична партия на Узбекистан.

## Трети период
Третият период в развитието на Оли Межлис започва със съвместна сесия на двете новосформирани камари в парламента – горната и долната. На заседанието държи реч и президентът на страната Ислам Каримов. Той говори за концепцията за развитие на гражданското общество и обществото в Узбекистан като цяло. В речта си той говори и за главните аспекти в политиката на Узбекистан в дългосрочен план.
След разделението Законодателната плата се заема със законотворчеството в периода 2005 – 2009 г., като следва зададените от президента главни сфери за развитие и модернизация.
Трансформирането на парламента от еднокамерен в двукамерен увеличава законодателната власт в Узбекистан и я докарва до нова степен на развитие. Въпреки че процесът на законотворчество става доста по-сложен, качеството на законите се подобрява значително. Ролята на политическите партии в изработването на законите също се увеличава. Предварителното преглеждане на нормативните актове от партийните кръгове, както и възможността им да изкажат своето мнение в дебатите по време на приемането на законите, става редовна дейност за новия Оли Межлис.